# 機帆船

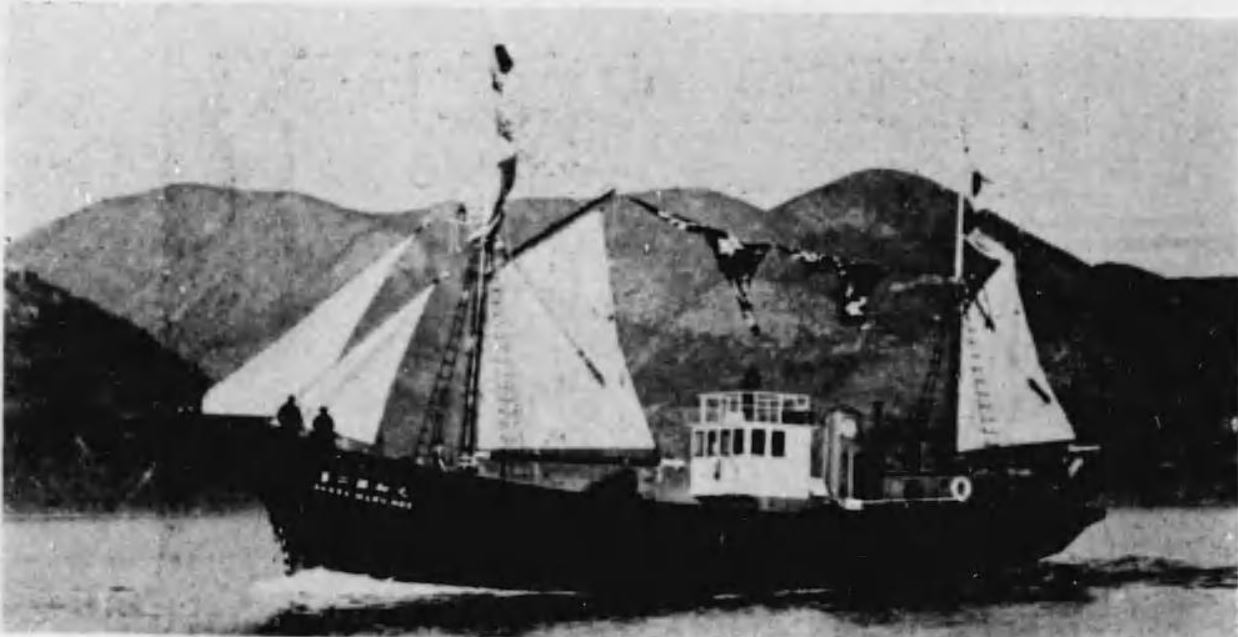
昭和初期の鮪釣漁船第二昭和丸

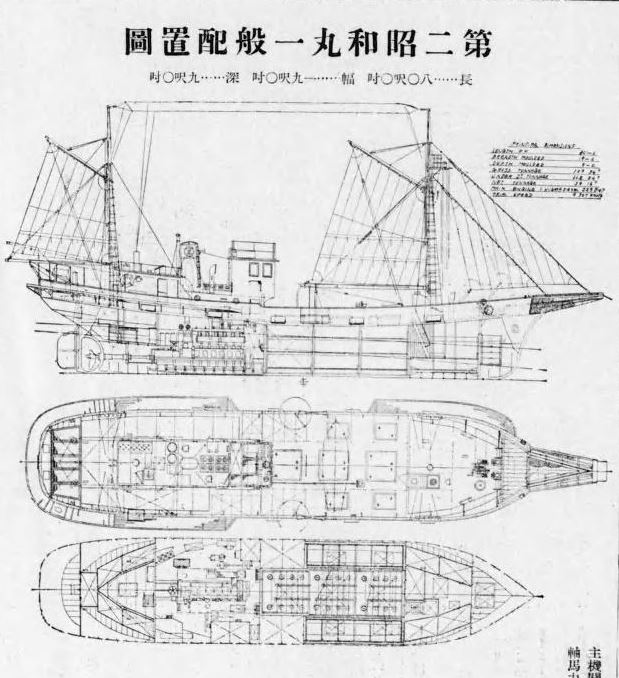
昭和初期の鮪釣漁船第二昭和丸の図面

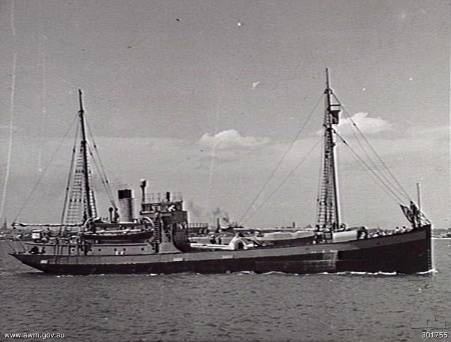
オーストラリア海軍所属「ワイアット・アープ（en）」。1919年進水の元ノルウェー木造貨物船で、帆装は非常用。

機帆船（きはんせん、英:Motorsailer）とは、推進用の動力として熱機関を併用した帆船である。

## 解説
日本語で狭義に「機帆船」という場合は、外洋航路への無帆装の蒸気船の普及後に、沿岸航路の海運に用い続けられた内燃機関搭載の木造船を指す。補助帆装を有するものが多いが、第二次世界大戦後は、小型鋼船の対義語として帆走設備を持たなくとも在来型木造船なら「機帆船」と呼ぶこともあった。本項では主にこの日本での機帆船に相当する船について解説する。漢字表記は汽帆船とも書き、その場合は蒸気機関を動力として搭載しているものを指す。
蒸気船の開発後も、信頼性や燃料節約のために初期の蒸気船の多くは帆装を残していた。しかし、次第に蒸気機関の力だけで航行する船が多くなっていった。他方で沿岸航路の貨物船や漁船などの小型船では、引き続き帆装が残されて機帆船も利用された。搭載機関は初期のものはレシプロ式蒸気機関、後には焼玉機関が多く、ディーゼルエンジンも使用された。帆装型式はスクーナー型やラガー（en:Lugger）型などが見られた。
現代の帆船の多くは無風時の推進と船内機器の電源としてディーゼルエンジンなどを搭載しているが機帆船と呼ぶことはなく、帆船、モーターヨット、ヨットクルーザー、セーリングクルーザーなどと呼ばれる。

## アメリカの機帆船

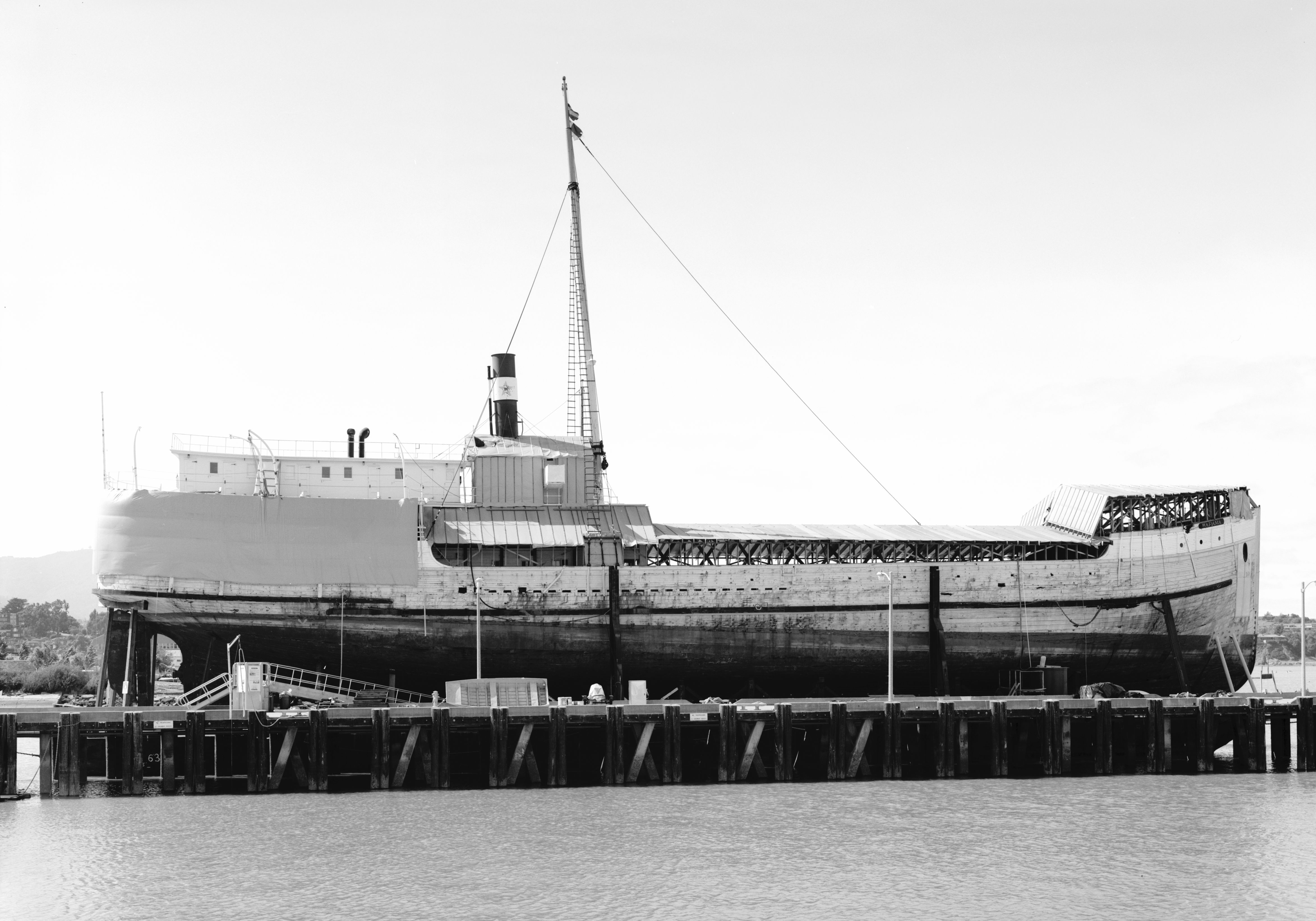
保存中のスクーナー型機帆船「ワパマ」。建造時は船首にもマストがあった。

アメリカ合衆国の太平洋岸では19世紀から20世紀にかけて225隻のスクーナー型蒸気機帆船が、木材運搬などの沿岸海運に使用された。現在は運航されているものは無く、最後の1隻である「ワパマ（en）」がカリフォルニア州リッチモンドでサンフランシスコ海洋国立歴史公園（en）管理下の保存船となっている。「ワパマ」は全長204.8フィート（約62.4m）、951総トンの木造船で、825馬力の三段膨張型蒸気機関を備え、竣工時は2本マストであった。

## 日本の機帆船

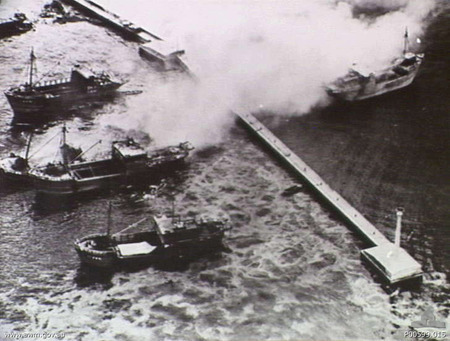
太平洋戦争末期に八戸港でアメリカ機動部隊搭載機の空襲を受ける機帆船。

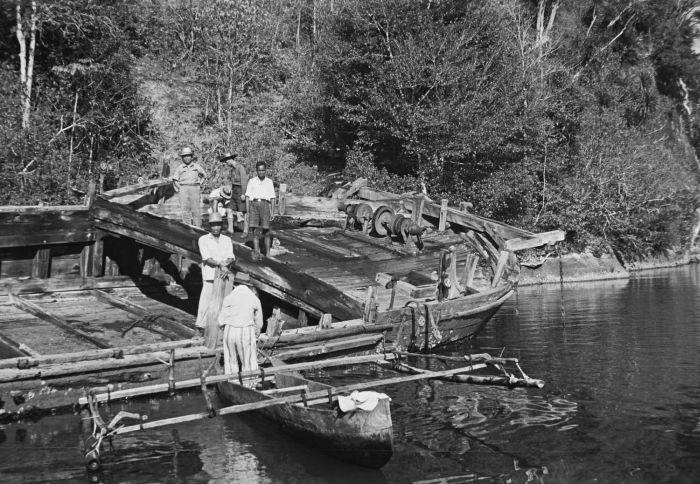
太平洋戦争中に使用されていた日本の木造船の残骸。1948年（昭和23年）にインドネシアのレンベ島（:id:Pulau Lembeh）で撮影された写真。

日本では20世紀初頭に、まずは帆走漁船用の補助機関として焼玉機関が使用され始めた。その後に、江戸時代より続く弁才船等の純粋帆船が多かった沿岸用貨物船の改良として補助的な焼玉機関の搭載が始まり、純然たる帆船に代わって1920年代（大正中期 - 昭和初期）には多用されるようになった。初期は帆船に補助機関を搭載したものであったのが、1930年（昭和5年）頃からは逆に機走主体に変わった。船体は木造のままで、大きさは150総トン以下が多く、この頃に日本で狭義に言う「機帆船」の典型が完成し、用語としても定着した。瀬戸内海など各地の石炭や雑貨の輸送でかなり重要な地位を占めた。
第二次世界大戦期には、多数が日本軍に徴用されて東南アジアなどの占領地での局地輸送に従事し、さらには鉄資源節約になることもあって戦時標準船としてまで建造された。
戦時標準船には70噸型、100噸型、150噸型、200噸型、250噸型、300噸型が建造された。
航海速力は5 - 6ノット程度と低く、帆走を持たない機船の戦時標準船と比べて鈍足であった。
戦後も沿岸航路で使用され、ディーゼルエンジン化や船体外板の鉄張補強などの改良もあったが、1960年（昭和35年）頃から次第に小型鋼船に地位を奪われていった。過剰船腹の縮減を図る政府の意向もあって、老朽機帆船の廃船と小型鋼船の代替建造によるスクラップアンドビルドが進んだ。1960年代前半には一般貨物仕様とタンカー仕様を合わせて約2万5千隻が使用されていたが、1970年には8千隻以下に減少して合計総トン数でも小型鋼船の1/3に落ち込み、1980年には2300隻で合計総トン数では内航貨物船舶の4.3％だけとなった。この間、運輸省の運輸白書の統計分類でも、昭和41年度版（1966年度）までは「機帆船」の語が使用されていたが、昭和42年度版（1967年度）からは「木船」に用語が変更されている。2008年（平成20年）3月末の時点で、木船は、中国運輸局管内にはタグボートを含めて302隻（計5394総トン）、四国運輸局管内には14隻（計750総トン）が確認されている。なお、国土交通省による輸送実績の標本調査では、2005年（平成17年）度の79トンを最後に、木船（20総トン以上のもの）による輸送は記録されていない。
日本の機帆船海運の経営の特色として、帆船時代の名残から「一杯船主」「一隻船主」と呼ばれる持ち船1隻で実質個人所有の零細業者がほとんどで、船問屋が介在して積荷の管理などを行っていたことが挙げられる。日中戦争ころに戦時体制下で機帆船組合の設立が進み、船舶運営会による運航統制や、大手海運会社による機帆船海運会社の設立もあった。戦後は合理化施策として、内航海運業法に基づく許認可の際に行政指導が行われて、内航海運組合も関わった零細企業の整理が行われた。それでも大勢に変わりは無く、小型鋼船への更新後にも受け継がれ、内航海運には現在も保有船1隻のみの事業者が多い。

## 現代

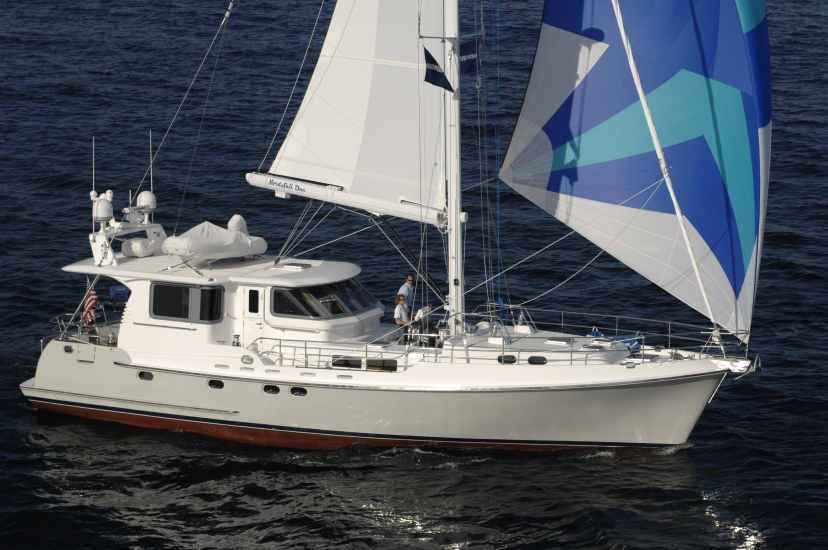
モーターヨット（ノードヘブン製）

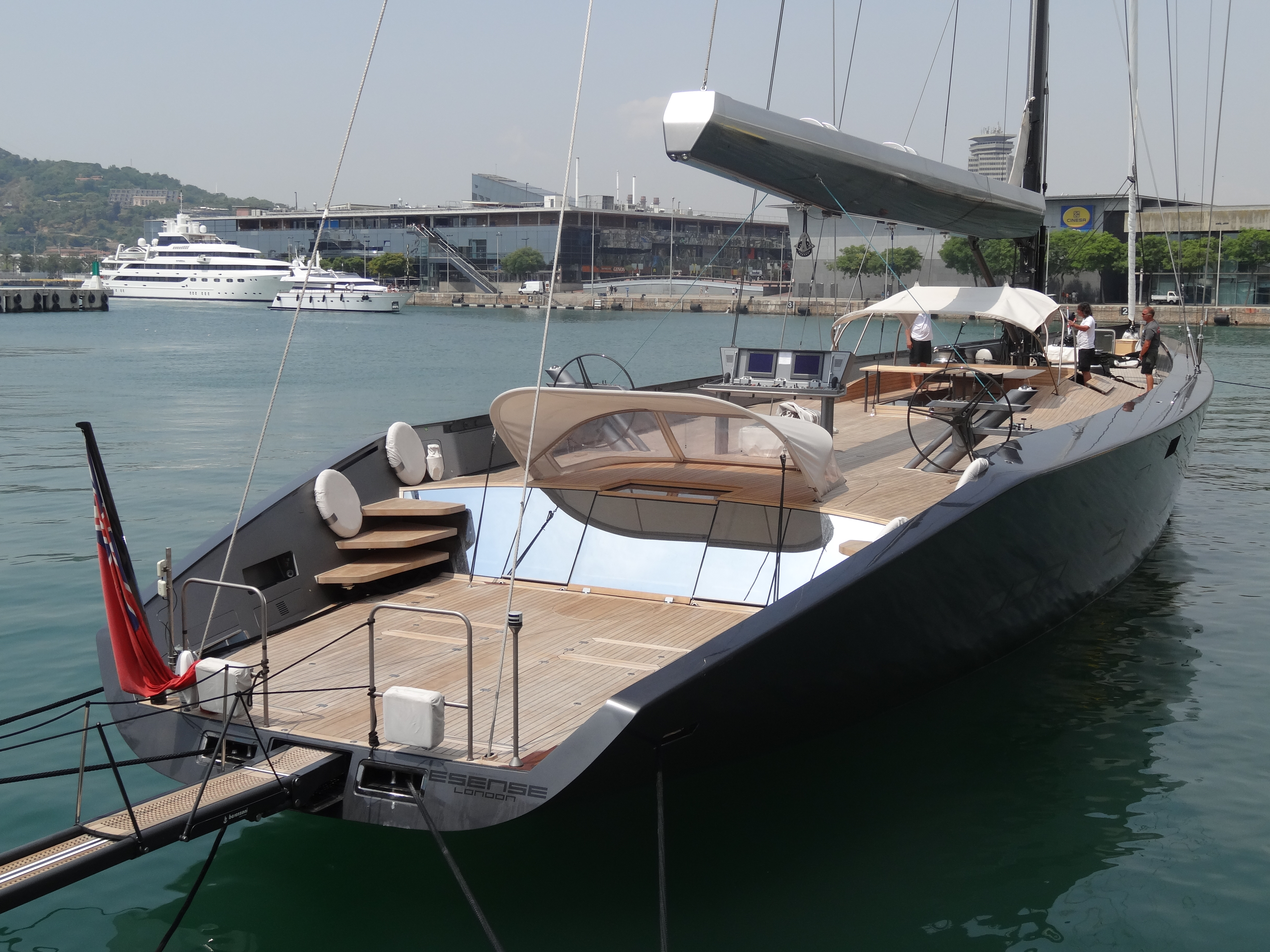
モーターヨット（ウォリー・ヨット製）

内燃機関が発達した現代では実用船としての機帆船は廃れてしまったが、原油高騰のあおりを受けた2007年以降、コンピュータで制御する凧を装備したタンカーが運航されるようになった。概念としては第一次オイルショックの際に検討されていたが、帆を操作するには熟練した船員が多数必要であり、これが人件費を抑えようとする船主との思惑と一致しないという問題点が存在した。現在は風向風速計から得られたデータをコンピュータで解析、帆を電動モータで正確に制御することにより船員を最小限とすることで、人件費を抑えながら最大で燃費を15 - 30 %程度改善する効果があるとされる。
新愛徳丸計画の他、大学と海運会社により硬翼帆を使った省エネルギー帆船の研究が進められている。このように内燃機関を主動力とし、補助として風力を使う機帆船は『ハイブリッド船』とも呼ばれている。
2015年に建造されたBlack Pearlにはマストを回転させることで効率を向上させるDynaRigが搭載されている。
海軍や沿岸警備隊、船員の養成所などではあえて帆船を使用することもあるが、出入港や無風時の推進力、船内設備の電源、機関員の教育が必要となるためディーゼルエンジンを搭載しており、日本丸のように帆船と紹介されているが実際には機帆船であることが多い。富裕層向けとして販売されている中小型の帆船も同様である。